# Divisões administrativas em 1962
Nesta página encontrará referências aos acontecimentos directamente relacionados com a regiões administrativas ocorridos durante o ano de 1962.

## Eventos
- 19 de fevereiro - Emancipação do município de Osasco (Brasil).
- 15 de junho - Acre torna-se um estado federativo do Brasil ao invés de território.